# Isla Fisherová
Isla Lang Fisherová (* 3. února 1976 Maskat, Omán) je australská herečka a spisovatelka.

## Životopis
Narodila se ve městě Maskat v Ománu do rodiny skotských rodičů a vyrůstala v Perthu v Západní Austrálii. Po nějakou dobu žila rodina v Maskatu, protože její otec Brian byl bankéř. Je pojmenovaná po skotském ostrově Islay a má čtyři bratry. Dětství strávila v Bathgate a když jí bylo šest let, tak se s rodinou přestěhovala do Perthu. Navštěvovala Methodist Ladies' College a hrála hlavní role ve školních divadelních představeních.

## Kariéra
Ve svých devíti letech se začala objevovat v australské televizi v reklamách. Poté získala role v populárních dětských seriálech Bay City a Paradise Beach. V osmnácti letech s pomocí své matky publikovala dvě novely pro náctileté s názvy Bewitched a Seduced by Fame. V letech 1994 až 1997 hrála roli Shannon Reed v australském seriálu Home and Away. V roce 1996 za svou roli získala nominaci na Logie Award v kategorii nejpopulárnější herečka. Po svém odchodu ze seriálu se zapsala na L'École Internationale de Théâtre Jacques Lecoq, divadelní a uměleckou školu v Paříži. Byla na turné s Darrenem Dayem v muzikálu Summer Holiday a objevila se v londýnském uvedení hry Così. V roce 2001 byla obsazena jako Kim do německého hororu Bazén.
V roce 2002 si zahrála Mary Jane ve filmu Scooby-Doo. Pro tuto roli musela nosit blonďatou paruku, protože její kolegyně Sarah Michelle Gellar musela mít jen jako jediná v tomto filmu rudé vlasy. Následující rok ztvárnila Kristy v australské komedii The Wannabes. Následně si Isla vybrala amerického agenta. V roce 2005 se objevila po boku Vince Vaughna a Owena Wilsona ve filmu Nesvatbovi, který ji přinesl cenu MTV Movie Award v kategorii průlomový herecký výkon.
V roce 2006 si zahrála Beccu, hosta na manhattanské party, v dramatu Londýn, kde se v hlavních rolích objevili Jessica Bielová, Chris Evans a Jason Statham. V romantické komedii Amorův úlet si zahrála Katie, jejího partnera hrál Jason Biggs. V roce 2007 se objevila v thrilleru Komplic, kde se objevili Joseph Gordon-Levitt a Matthew Goode a ve filmu Pirát silnic s Andym Sambergem. Měla se objevit ve filmu Simpsonovi ve filmu, ale její výstup byl nakonec ve finální části vystřižen. V roce 2008 hrála v romantickém filmu Určitě, možná v hlavních rolích s Ryanem Reynoldsem, Elizabeth Banksovou, Rachel Weiszovou a Abigail Breslinovou a namluvila postavu v animovaném filmu Horton. Fisher je také spoluautorkou scénářů filmů Groupies s Amy Poehlerovou v hlavní roli a The Cookie Queen. Zahrála si hlavní roli ve filmové adaptaci knihy Báječný svět shopaholiků. V tomto filmu si zahrála absolventku vysoké školy, která pracuje jako finanční redaktorka v New Yorku, aby se zbavila své závislosti na nakupování. Film kritika příliš dobře neohodnotila, ale přes první víkend v kinech vydělal film přes 15 milionů dolarů. Fisherová touto rolí získala třetí nominaci na Teen Choice Awards.
Fisherová pravila, že je pro komediální herečky v Hollywoodu velký nedostatek příležitostí. V roce 2010 si zahrála v černé komedii Burke and Hare. V roce 2011 namluvila roli Fazolky v animovaném filmu Rango.

## Osobní život
Je židovka. Fisherová poprvé potkala britského komediálního herce Sachu Barona Cohena v roce 2002 na večírku v Sydney v Austrálii. Pár se zasnoubil v roce 2004 a vzali se 15. března 2010 v Paříži po osmiletém vztahu poté, co konvertovala k judaismu.
Mají spolu tři děti, Olive (* 2007), Elulu Lottie Miriam (2010) a Montgomeryho (* 2015). 
V roce 2025 se manželé rozvedli.

## Filmografie

### Film
| Rok  | Název                           | Role              | Poznámky     |
| ---- | ------------------------------- | ----------------- | ------------ |
| 1997 | Bum Magnet                      | Emma              | Krátký film  |
| 2001 | Furnished Room                  | Jennie            | Krátký film  |
| 2001 | Out of Depth                    | Australanka       |              |
| 2001 | Bazén                           | Kim               |              |
| 2002 | Scooby-Doo                      | Mary-Jane         |              |
| 2003 | The Wannabes                    | Kirsty            |              |
| 2003 | Dallas 362                      | zrzka             |              |
| 2004 | Mám rád Huckabees               | Heather           |              |
| 2005 | Nesvatbovi                      | Gloria Cleary     |              |
| 2005 | Londýn                          | Rebecca           |              |
| 2006 | Amorův úlet                     | Katie             |              |
| 2007 | Komplic                         | Luvlee            |              |
| 2007 | Pirát silnic                    | Denise            |              |
| 2008 | Určitě, možná                   | April Hoffman     |              |
| 2008 | Horton                          | Dr. Lekavá        | Hlas         |
| 2009 | Báječný svět shopaholiků        | Rebecca Bloomwood |              |
| 2010 | Burke and Hare                  | Ginny             |              |
| 2011 | Rango                           | Fazolka           | Hlas         |
| 2012 | Legendární parta                | Zuběnka           | Hlas         |
| 2012 | Holky na tahu                   | Katie             |              |
| 2013 | Velký Gatsby                    | Myrtle Wilson     |              |
| 2013 | Podfukáři                       | Henley Reeves     |              |
| 2014 | Nepoučitelní                    | Melanie Ralston   |              |
| 2015 | Přeludy                         | Eveleigh          |              |
| 2015 | Klaun navždy                    | ona sama          | Cameo        |
| 2016 | Grimsby                         | Jodie Figgs       |              |
| 2016 | Noční zvířata                   | Laura Hastings    |              |
| 2016 | Špióni odvedle                  | Karen Gaffney     |              |
| 2018 | Máš ji!                         | Anna Malloy       |              |
| 2019 | Plážový povaleč                 | Minnie            |              |
| 2019 | Greed                           | Samantha          |              |
| 2020 | Rozmarný duch                   | Ruth Condomine    |              |
| 2020 | Moje dobrá víla                 | MacKenzie Walsh   |              |
| 2021 | Zpátky do divočiny              | Maddie            | Hlas         |
| 2023 | Vocasy na tripu                 | Maggie            | Hlas         |
| 2024 | Šance v čase                    | Jen Diehl         |              |
| 2025 | Dogman                          | Sarah Hatoff      | Hlas         |
| 2025 | Bridget Jonesová: Láskou šílená | Rebecca           | Cameo        |
| 2025 | Podfukáři 3                     | Henley Reeves     | postprodukce |

### Televize
| Rok       | Název                | Role                   | Poznámky                     |
| --------- | -------------------- | ---------------------- | ---------------------------- |
| 1993      | Bay Cove             | Vanessa Walker         | TV seriál                    |
| 1993      | Rajská pláž          | Robyn Devereaux Barsby | 3 díly                       |
| 1994–1997 | Home and Away        | Shannon Reed           | 390 dílů                     |
| 1999      | Oliver Twist         | Bet                    | mini-série, 3 díly           |
| 2000      | Hearts and Bones     | australská barmanka    | díl: „I Need a Love Song“    |
| 2002      | Pán šelem            | Demon Manaka           | díl: „The Trial“             |
| 2011      | Znuděný k smrti      | Rose Hiney             | 2 díly                       |
| 2013–2019 | Arrested Development | Rebel Alley            | 15 dílů                      |
| 2015      | Sofie První          | Button (hlas)          | díl: „The Littlest Princess“ |
| 2018      | Angie Tribeca        | Lana Bobanna           | díl: „Glitch Perfect“        |
| 2020      | Larry, kroť se       | Carol                  | díl: „Insufficient Praise“   |

## Ocenění a nominace
| Rok  | Ocenění                                     | Kategorie                                    | Práce                    | Výsledek   |
| ---- | ------------------------------------------- | -------------------------------------------- | ------------------------ | ---------- |
| 2006 | Filmové ceny MTV                            | Nejlepší průlomový výkon                     | Nesvatbovi               | Nominována |
| 2006 | Teen Choice Awards                          | Nejlepší nová herečka                        | Nesvatbovi               | Nominována |
| 2006 | Teen Choice Awards                          | Nejlepší výbuch vzteku                       | Nesvatbovi               | Nominována |
| 2008 | Elle Women in Hollywood Awards              | Cena pro ikonu                               |                          | vítězství  |
| 2009 | Teen Choice Awards                          | Nejlepší herečka v komedii                   | Báječný svět shopaholiků | Nominována |
| 2011 | Alliance of Women Film Journalists          | Nejlepší animovaná herečka                   | Rango                    | vítězství  |
| 2013 | AACTA Awards                                | Nejlepší herečka ve vedlejší roli            | Velký Gatsby             | Nominována |
| 2014 | Cena Sdružení filmových a televizních herců | Nejlepší výkon obsazení komediálního seriálu | Arrested Development     | Nominována |